# Rosa spinosissima
Rosa spinosissima L. è una pianta della famiglia delle Rosacee.

## Descrizione

### Radici
L'apparato radicale complesso ne ha fatto una pianta utile per il consolidamento dei terrapieni.

### Fusto
L'arbusto può raggiungere i 2 metri di altezza e 1 metro di larghezza.

### Foglie
L'arbusto ha foglia caduca. Il fogliame è scuro.

### Fiore
I fiori sono bianco crema e possono raggiungere i 5 cm. Hanno un profumo leggero e fruttato. Fiorisce in anticipo rispetto alle rose comuni. A fine estate può occasionalmente rifiorire anche un paio di volte.

### Frutti
Le bacche sono nere, globose, di 2 cm di diametro circa.

## Distribuzione e habitat
Questa rosa originaria del nord Europa e nord Asia.

### Ibridi
Da questa specie Wilhelm Kordes ha sviluppato gli ibridi della serie "Frühling" negli anni 1930 e 1940. In Spagna, Pedro Dot ha sviluppato nel 1927 un ibrido denominato "Nevada".

## Usi
In Germania, grazie alle sue caratteristiche radicali e alla sua resistenza climatica, viene correntemente utilizzata per il consolidamento dei terrapieni ai bordi delle autostrade.